# Spathius kunashiri
Spathius kunashiri är en stekelart som beskrevs av Sergey A. Belokobylskij 1998. Spathius kunashiri ingår i släktet Spathius och familjen bracksteklar. Inga underarter finns listade i Catalogue of Life.